# Prestonia robusta
Prestonia robusta là một loài thực vật có hoa trong họ La bố ma. Loài này được Rusby miêu tả khoa học đầu tiên năm 1920.